# 1954
Cette page concerne l'année 1954 (MCMLIV en chiffres romains) du calendrier grégorien. Pour l'année 1954 av. J.-C., voir 1954 av. J.-C.
L'année 1954 est une année commune qui commence un vendredi.

## En bref
- 13 mars–7 mai : bataille de Diên Biên Phu.
- 14 mai : convention pour la protection des biens culturels en cas de conflit armé signée à La Haye sous l’égide de l’UNESCO[1].
- 20 juillet : accords de Genève mettant fin à la guerre d'Indochine.
- 3 septembre : début de la première crise du détroit de Taïwan.
- 28 septembre : convention de New York sur l'apatridie[2].
- 1er novembre : début de la guerre d'Algérie.

## Événements

### Afrique
- 25 janvier : le sultan du Maroc destitué Sidi Mohammed ben Youssef est transféré avec sa famille de Corse à Madagascar[3].
- 10 mars : annonce de la Constitution Lyttelton au Nigeria[4], promulguée le 1er octobre. Elle laisse davantage d’autonomie aux régions et restreint le pouvoir du gouvernement central[5].
- 20 avril : nouvelle Constitution au Kenya introduite par le Secrétaire aux Colonies Oliver Lyttelton instituant un Conseil des ministres multiracial[6].
- 20 mai : décret-loi n° 39666 portant statut des indigènes des provinces de la Guinée, de l’Angola et du Mozambique. Il refuse la citoyenneté portugaise à l’immense majorité de la population[7]. Seuls, les habitants du Cap-Vert, de São Tomé et de Timor obtiennent la citoyenneté portugaise[8].
- 7 juillet, Tanganyika : fondation de l'Union nationale africaine du Tanganyika (Tanganyika African National Union, TANU), issue de la TAA[9]. Elle réussit à capter le soutien de la population au-delà des clivages ethniques ou régionaux et s’impose comme la clef du combat anticolonial. Elle met l’accent sur les progrès de l’éducation et la suppression des taxes qui grèvent les productions agricoles et l’élevage.
- 31 juillet : discours de Pierre Mendès France à Carthage promettant l’autonomie interne à la Tunisie et au Maroc[10].
- 1er août : la rumeur du retour du sultan du Maroc Sidi Mohammed après le discours de Carthage provoque des manifestations dans les principales villes du Maroc, qui tournent à l’émeute à Kénitra, Sidi Kacem et à Fès[11].
- 15 août : opération « képi blanc » dans la médina de Fès. Les troupes de la Légion étrangère occupent le quartier arabe de Fès pour réprimer un soulèvement nationaliste : 125 marocains sont arrêtés[12].
- 27 août : Pierre Mendès France annonce à l’assemblée nationale la création d’un conseil d’études des réformes au Protectorat du Maroc[12].
- Août : mission de l’ONU au Tanganyika[13].
- 8-9 septembre : un tremblement de terre de magnitude 6,8 provoque 1 400 victimes à Orléansville en Algérie française[14].
- 26 septembre : pose de la première pierre de l’université Lovanium, première université congolaise, à Léopoldville au Congo belge (future université de Kinshasa, RDC)[15]. Les cours pré-universitaires ont commencé le 15 janvier[16].
- 3-5 septembre : congrès intersyndical des fonctionnaires à Conakry initié par la CGT. Il prévoit une grève de 24 heures, le 3 novembre 1954 et une autre de 48 heures les 11-12 janvier 1955[17]. En novembre plusieurs syndicats, dont celui des postiers du Sénégal, quittent la CGT pour créer des syndicats autonomes[18].

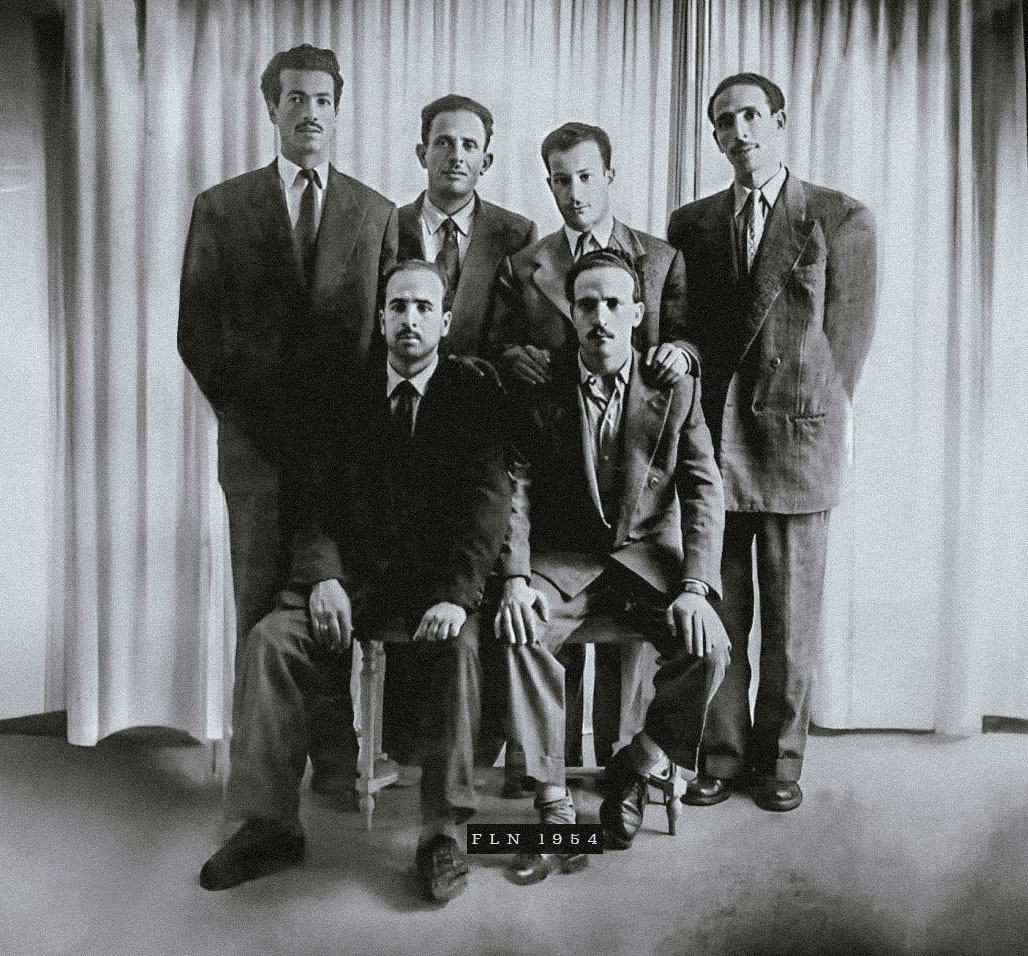
: guerre d'Algérie. Les six chefs du FLN avant le déclenchement des hostilités. Debout, de gauche à droite : Rabah Bitat, Mostefa Ben Boulaïd, Mourad Didouche et Mohammed Boudiaf. Assis : Krim Belkacem à gauche, et Larbi Ben M'hidi à droite.

- 10 octobre, Algérie : le CRUA (Comité révolutionnaire d’unité et d’action) décide de déclencher l’insurrection armée. Création à Alger du Front de libération nationale (FLN) algérien[19].
- 1er novembre :
  - Toussaint rouge, début de l’insurrection en Algérie. Vague de 70 attentats revendiqués par le Front de libération nationale (FLN), qui attaque des cibles françaises : c’est le début de la guerre d'Algérie. Ils font huit morts et une douzaine de blessés. Les insurgés se retranchent dans les Aurès. De violents combats de déroulent dans le djebel Chélia du 4 au 6 novembre[19]. 56 500 soldats français sont alors engagés dans le conflit[20].
  - proclamation au peuple algérien lancé de la radio du Caire par le FLN qui se donne pour but l’indépendance nationale[21].
- 5 novembre, Algérie : le Mouvement pour le triomphe des libertés démocratiques en Algérie (MTLD) est dissous ; Messali Hadj fonde le Mouvement national algérien[19].
- 12 novembre : à l’Assemblée, Pierre Mendès France affirme qu’il défendra l’Algérie française (« l’Algérie, c’est la France... »)[19].
- 9 décembre : les autorités tunisiennes et françaises annoncent que 2 514 fellagas ont rendu les armes[22].
- 22 décembre : opération de police contre les nationalistes en Algérie et en France. Arrestation de 150 membres du Mouvement pour le triomphe des libertés démocratiques dissous[23].

### Amérique
- 22 février : démission du ministre du Travail brésilien João Goulart. Il avait proposé de doubler les salaires. Un manifeste des colonels demande sa démission, l’accusant de démagogie. Getúlio Vargas éloigne Goulart mais augmente les salaires le 1er mai[24].
- 1er-28 mars : Xe conférence interaméricaine de Caracas. « Déclaration de solidarité pour le maintien de l’intégrité politique des États américain contre l’intervention du communisme international », voté à la demande des États-Unis contre l’avis de l’Argentine, du Mexique et du Guatemala[25].
- 1er mars - 14 mai : Opération Castle, série d'essais nucléaires sur l’atoll de Bikini[26].
- 4 mai :
  - début d’une grande grève des salariés de la United Fruit au Honduras[27]. L’agitation sociale provoque une ouverture du régime puis son durcissement.
  - coup d’État militaire au Paraguay. Le général Stroessner, commandant en chef permanent des forces armées, prend le pouvoir (fin en 1989)[28].
- 17 mai : l’arrêt Brown v. Board of Education invalide les lois instaurant la ségrégation raciale dans les écoles aux États-Unis[29].
- 27 juin : la CIA organise un coup d’État au Guatemala depuis le Honduras. Accusé de sympathies communistes, le président guatémaltèque Jacobo Arbenz Guzmán démissionne sans pouvoir résister (il s’apprêtait à exproprier 90 000 ha non exploités appartenant à l’United Fruit Company). Une nouvelle période de répression et de militarisme s’ouvre. Le vote à bulletins secrets est supprimé et des milliers d’opposants sont emprisonnés. Pendant les trois décennies suivantes, les coups d’État et les gouvernements militaires se succédèrent au Guatemala[30].
- 8 juillet : dictature du colonel Carlos Castillo Armas au Guatemala (fin en 1957) ; le 10 août, il abolit la constitution de 1945 et instaure un régime militaire ; le parti communiste est interdit et toutes les publications jugées subversives censurées[31]. Il restitue 950 000 hectares de terres à l’United Fruit Company, expropriée en 1952. Il supprime l’impôt sur les intérêts et les dividendes touchés par les investisseurs étrangers.
- 5 août, Brésil : attentat contre l’éditorialiste de la Tribuna da Imprensa, Carlos Lacerda, fomenté par des proches de Getúlio Vargas Les forces armées demandent la démission de Vargas puis le déposent le 24 août[24].
- 15 août : le général Alfredo Stroessner, candidat unique, est élu président de la république au Paraguay. Huit fois réélu, il exerce la dictature entre 1954 et 1989[28].
- 24 août : un coup d’État militaire au Brésil, pousse le président Getúlio Vargas, sommé de démissionner, à mettre fin à ses jours. Le vice-président João Fernandes Campos Café Filho renonce à la politique de Vargas. Il confie les Finances, la Justice et les Affaires étrangères à des membres de l’União Democratica Nacional[24].
- 1er décembre : Fulgencio Batista se fait élire président de la république de Cuba sans opposition après le retrait de l’ex-président Ramón Grau San Martín, qui proteste contre des élections truquées[31].
- 6 décembre : début de la dictature de Julio Lozano Díaz au Honduras (fin en 1956)[31].

### Asie et Pacifique
- 23 février-2 mars : lors du plenum du Comité central, le gouvernement soviétique lance le programme « Terres vierges et inoccupées » afin d’accroître rapidement la superficie de terres ensemencées en Sibérie occidentale et au Kazakhstan[32]. La poursuite de l’immigration russe et l’industrialisation dans le cadre de l’économie planifiée de l’Union soviétique ont pour effet de rendre la population kazakhe minoritaire dans sa république.

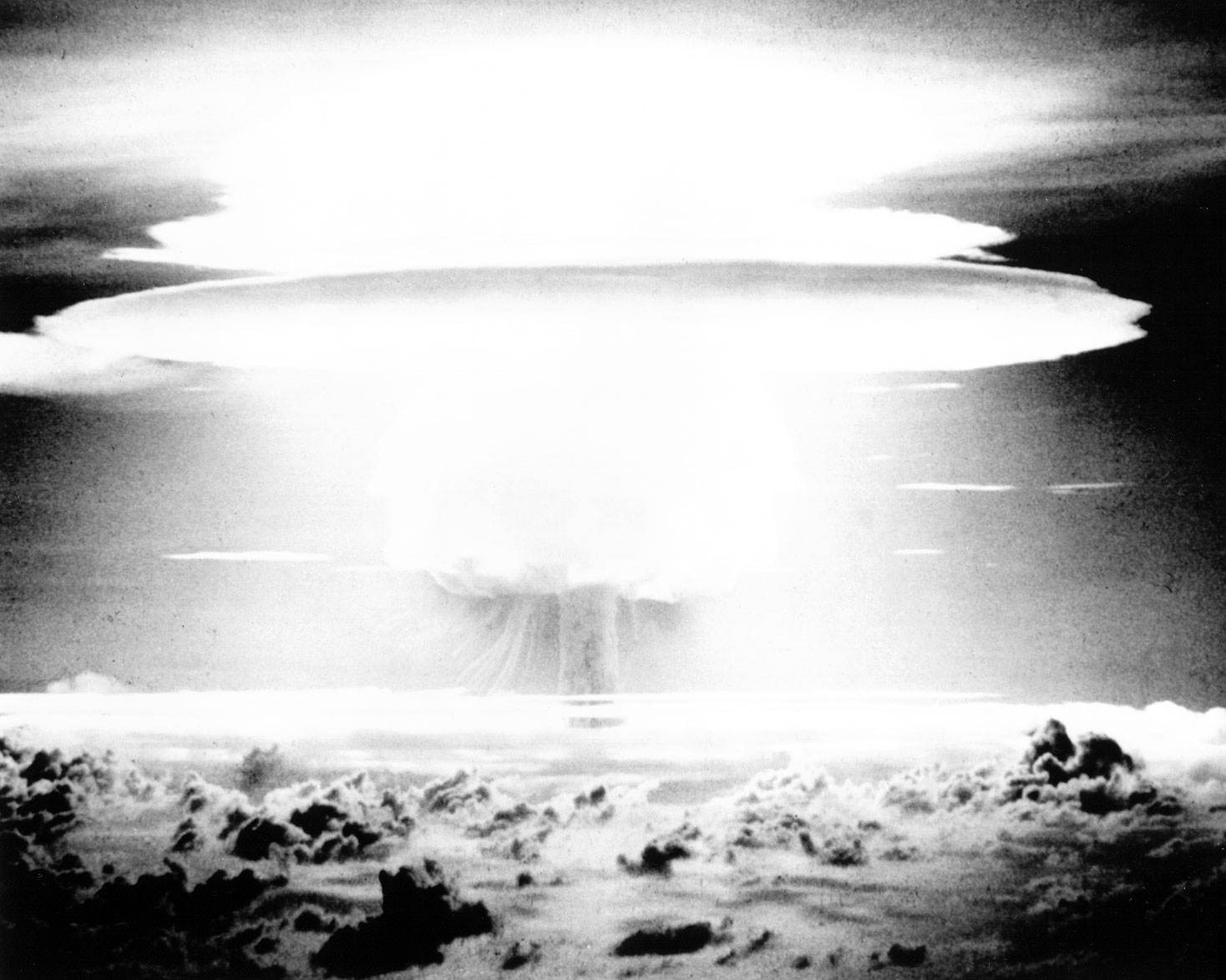
: Castle Bravo

- 2 avril : un accord de coopération est signé entre la Turquie et le Pakistan[33].
- 29 avril : accord de Panchsheel. Signature du pacte de non-agression mutuelle entre l’Inde et la république populaire de Chine[34]. L’Inde s’engage à retirer ses unités militaires de Yatung et de Changtse, le long de la route commerciale du Tibet. Le traité définit le Tibet comme un territoire chinois. Il affirme en outre les cinq principes de la coexistence pacifique[35].
- 14 mai : la Chambre basse du Parlement indien reçoit son nom en hindi : le Lok Sabha (en hindi लोक सभा) ou « Chambre du Peuple »[36]
- 19 mai : les États-Unis concluent avec le Pakistan un accord de défense mutuelle et d’assistance[37].
- 29 mai : élections fédérales australiennes. La coalition Libéraux/Nationaux menée par Robert Menzies conserve le pouvoir[38].
- 13 juin : coup d’État de Yanaon[39]. Les partisans de l’intégration de la colonie française de Yanaon forment un gouvernement provisoire, dirigé par Dadala Rafael Ramanayya, qui proclame le rattachement du territoire à l’Union indienne.
- 1er juillet : création au Japon des Forces d’autodéfense[40].
- 22 juillet - 2 août : des indépendantistes Indiens occupent les enclaves portugaises de Dadra et Nagar Haveli (intégrées à l’Inde le 11 août 1961)[41]. Le gouvernement indien laisse faire et ne donne pas le droit de passage au Portugais qui ne peuvent pas défendre leurs territoires.
- 10 août : l’Union hollando-indonésienne est dénoncée officiellement par le gouvernement indonésien[42].
- 23 août : la Chambre haute du Parlement indien reçoit son nom en hindi : le Rajya Sabha (en hindi राज्य सभा) ou « Conseil des États »[36].
- 3 septembre : crise du détroit de Taïwan. La république populaire de Chine bombarde les îles de Quemoy et Matsu, contrôlées par la Chine nationaliste (Taïwan)[43].
- 8 septembre : création de l’OTASE (Organisation du traité de l’Asie du Sud-Est)[37] : États-Unis, France, Royaume-Uni, Australie, Nouvelle-Zélande, Philippines, Pakistan, Thaïlande. La zone couverte par ce traité de sécurité comprend le Cambodge, le Laos et le Viêt Nam mais exclut Formose et Hong Kong. Bangkok devient le siège de l’Organisation.

11 septembre : le panchen-lama, le dalaï-lama et Mao Zedong à Pékin.

- 11 septembre : le panchen-lama et le dalaï-lama sont reçus à Pékin par Zhou Enlai et Mao Zedong[44]. Le 27 septembre, Tenzin Gyatso, 14e dalaï-lama, âgé de 19 ans, est élu vice-président du Congrès national du peuple, qui constitue l’assemblée législative chinoise[45].
- 26 septembre - 17 novembre : visite du Premier ministre japonais Yoshida Shigeru en Occident Canada, France, Allemagne de l’Ouest, Italie, Vatican, Royaume-Uni, États-Unis)[46].
- 21 octobre : accord franco-indien de Delhi sur l’évacuation des comptoirs français de Chandernagor, Pondichéry, Kârikâl, Mahé et Yanaon. Le traité permet aux populations indigènes de choisir entre les deux nationalités[39].
- 2 décembre : traité de coopération mutuelle et de sécurité entre les États-Unis et Taïwan[43].
- 25 décembre : les routes reliant le Tibet à la Chine sont achevées (G109, G318)[47].
- 28-29 décembre : le groupe de Colombo se retrouve à Bogor, en Indonésie, et décide de la réunion d’une conférence afro-asiatique en avril 1955[48].

#### Indochine

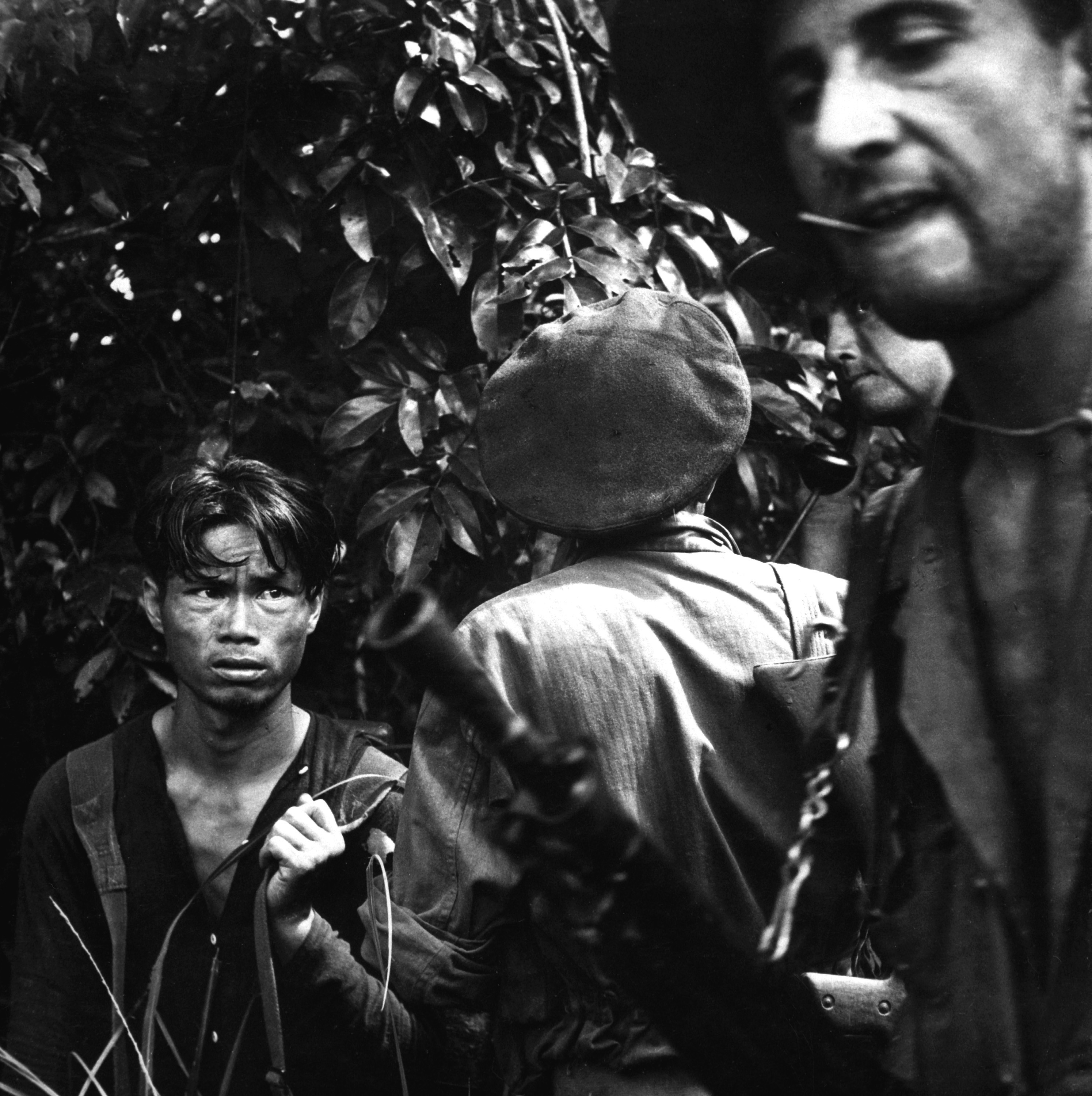
Légionnaires français interrogeant un prisonnier Viêt-minh

- 25 janvier - 18 février : conférence de Berlin, annonçant la Conférence de Genève[49].
- 6 février : Diên Biên Phu est encerclé par le Viêt-minh[49].
- 13 mars : grande offensive du Viêt-minh sur Diên Biên Phu. Trois points d’appuis tombent dès les premiers jours. Le 16 mars, l’artillerie Viêt-Minh endommage l’aérodrome, compromettant le ravitaillement de la garnison encerclée[50].
- 30 mars-5 avril : seconde offensive du Viêt-minh sur Diên Biên Phu[50].
- 18 avril : au Cambodge, Penn Nouth est nommé Premier ministre[51].
- 26 avril : ouverture de la conférence de Genève sur la Corée et l’Indochine[49].
- 28 avril-2 mai : conférence de Colombo (Sri Lanka), réunissant les dirigeants de l’Inde, de Ceylan, de la Birmanie, de l’Indonésie et du Pakistan pour examiner, entre autres questions, les possibilités de favoriser la paix en Indochine[52].
- 28 avril - 11 mai[53] : opération D. Une colonne de volontaires Hmongs part tenter de désenclaver le camp retranché de Diên Biên Phu[54].

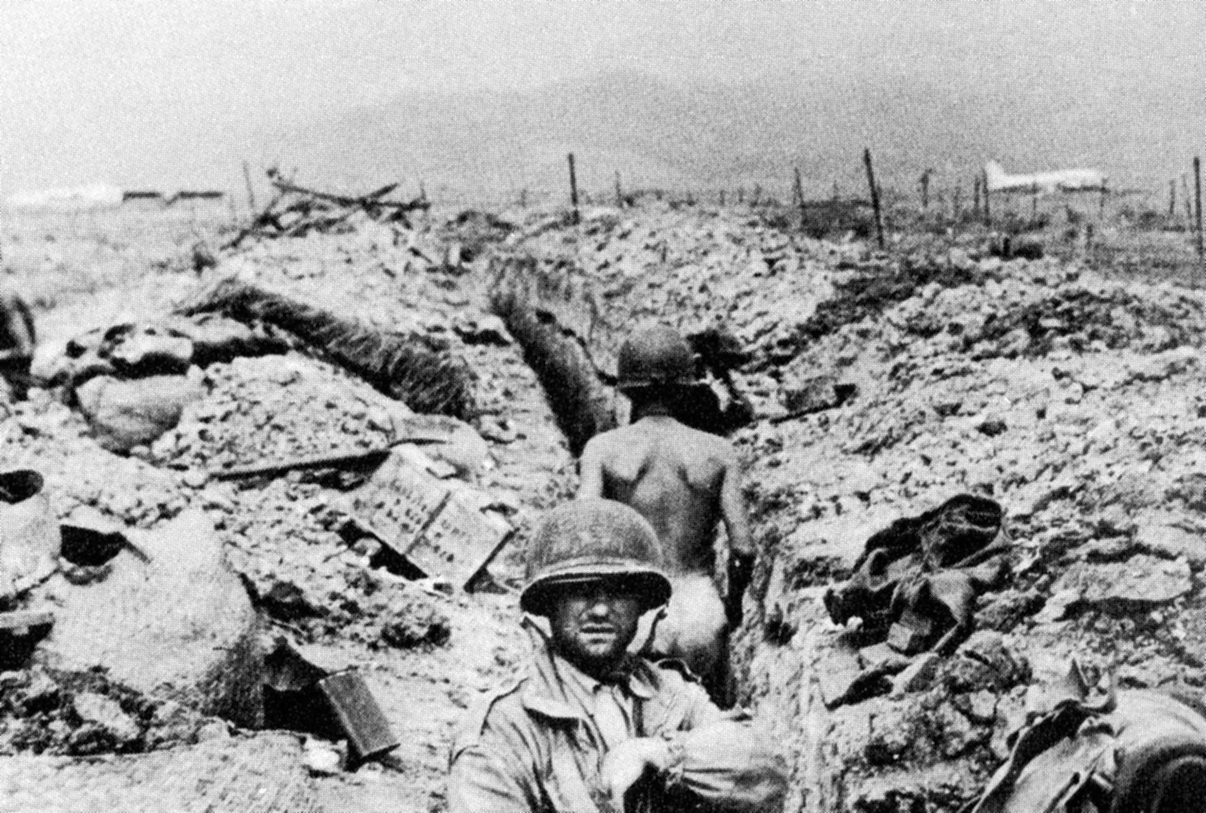
Les troupes françaises encerclées par le Viêt-minh à Diên Biên Phu.

- 7 mai : défaite et capitulation française à la bataille de Diên Biên Phu. Le général Võ Nguyên Giáp prend Diên Biên Phu et fait 10 000 prisonniers[55].
- 8 mai : la conférence de Genève, ouverte le 26 avril, invite le Viêt-minh et les gouvernements du Viêt Nam, du Laos et du Cambodge à participer aux négociations sur l’Indochine[55]. La délégation française (Georges Bidault) propose une paix immédiate au Laos et au Cambodge, un armistice avec regroupement « en peau de léopard » au Viêt Nam[56].
- 10 mai : Pham Van Dong, vice-président de la République démocratique du Viêt Nam, présente à Genève les propositions du Viêt-minh : reconnaissance par la France de l’indépendance du Viêt Nam, du Cambodge et du Laos, retrait des troupes étrangères et organisation d’élections libres, cessez-le-feu et échange de prisonniers[56].
- 28 juin–4 juillet : opération Auvergne. Les troupes franco-vietnamiennes évacuent la zone sud du delta du Tonkin (évêchés de Phat Diem et de Bui Chu) et organisent leur défense autour d’Hanoï et de Hải Phòng[57].

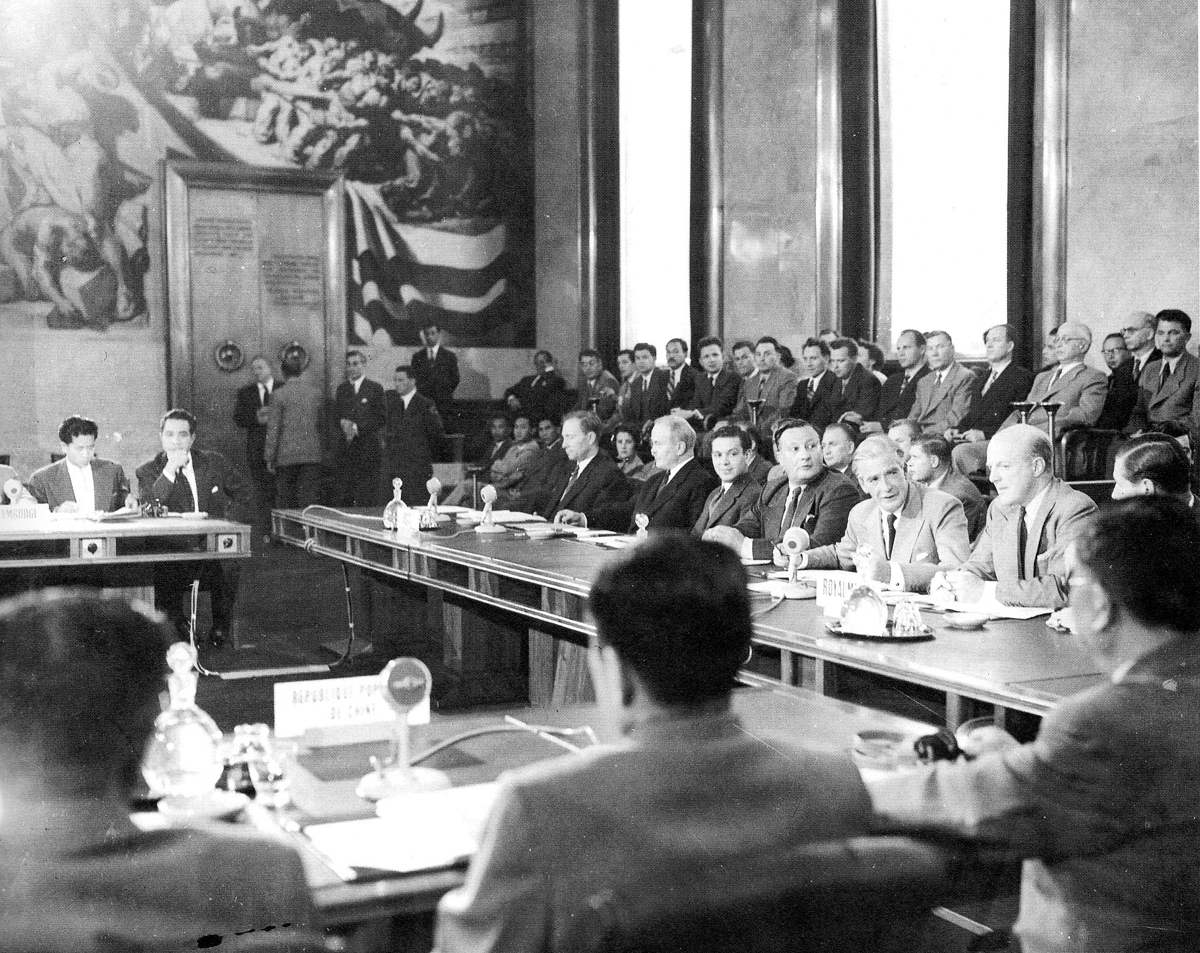
21 juillet : dernière session de la conférence de Genève sur l’Indochine au Palais des Nations.

- Nuit du 20 au 21 juillet : accord de paix de Genève mettant fin à la guerre d'Indochine[58]. Non signés par les États-Unis, ils reconnaissent aux communistes la moitié Nord du Viêt Nam. Les Français doivent se retirer d’Indochine. Indépendances totales du Laos et du Cambodge, évacués par le Viêt-minh. Le Viêt Nam est partagé en deux États par le 17e parallèle sous réserve que des élections générales aient lieu dans les deux ans en vue d’une réunification[50].
  - Laos : après l’indépendance, le Pathet Lao, mouvement procommuniste dirigé par Souphanouvong, chef national radical, surnommé le « prince rouge », soutenu par les forces du Viêt-minh, contrôle les provinces du Nord, le Phong Saly et le Sam Neua, où s’était réfugiée l’armée royale dirigée par le prince Souvanna Phouma, son cousin, soutenu par la France et les États-Unis. Le Việt Minh évacue le pays, alors que les États-Unis s’opposent à la réunification prévue par les accords de Genève[59].

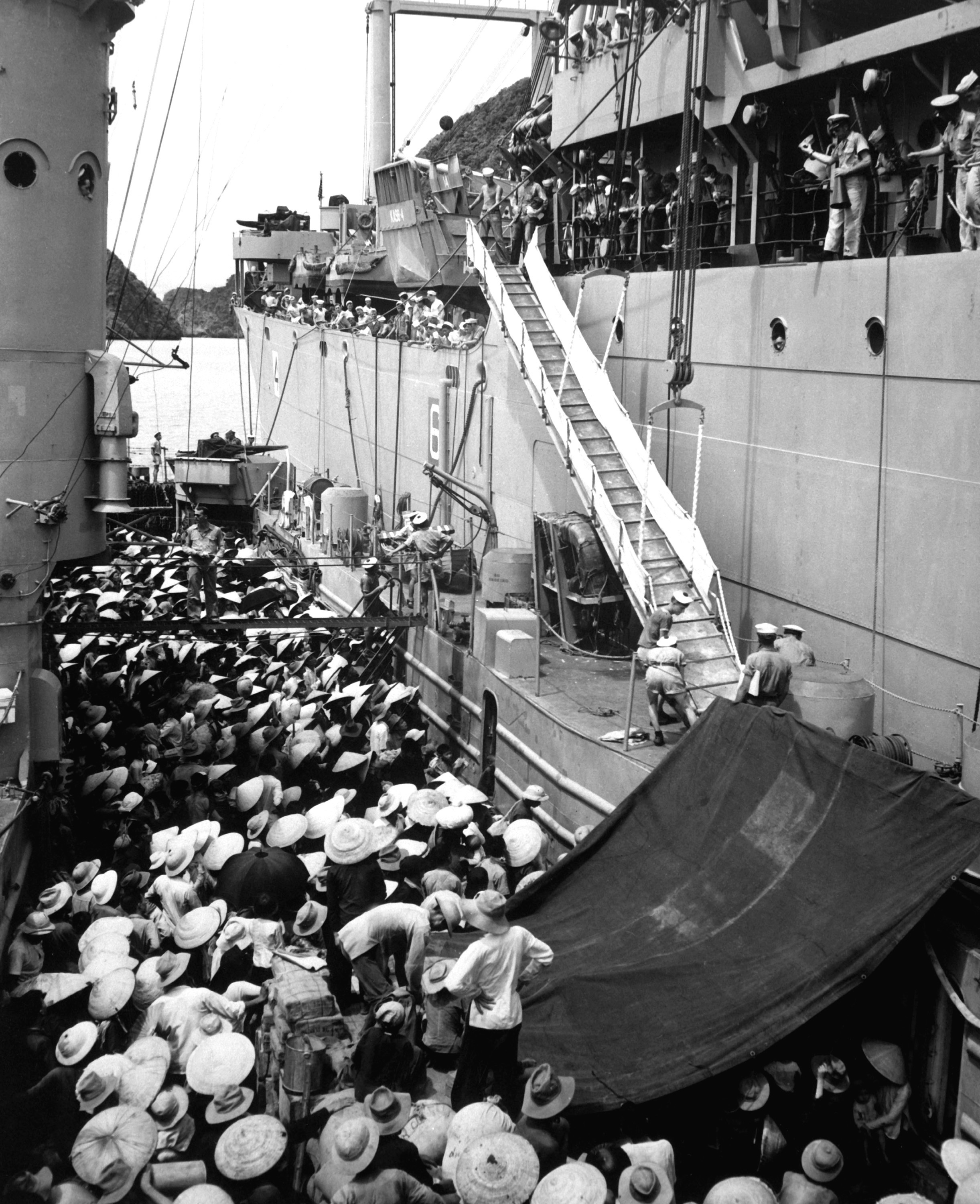
12 août : opération Passage to Freedom.

- 12 août : début de l’opération « Passage to Freedom ». Les unités de la flotte américaine évacuent vers le Viêt Nam du Sud plusieurs milliers de vietnamiens du Nord (fin le 20 mai 1955[60].
- 14 août : accord sur les échanges de prisonniers ; les libérations commencent le 18 août et durent jusqu’à fin septembre. 65 000 hommes de l’armée populaire vietnamienne sont échangés contre 11 000 soldats de l’Union française (21 567 manquent à l’appel au 16 octobre)[61].
- 27 septembre : à l’issue des entretiens franco-américains sur l’Indochine des Washington, la France s’engage à transférer sa souveraineté en matière militaire, économique, financière et commerciale à l’État du Viêt Nam le 1er janvier 1955 ; les États-Unis s’engagent à aider financièrement le Sud Viêt Nam indépendant, et le corps expéditionnaire français doit être rapatrié à la requête du gouvernement Diem. En réalité, les troupes françaises sont redéployées dans la zone Saïgon–Cholon le 20 mai 1955 et ne quittent le pays que le 28 avril 1956[62].
- 9 octobre : les troupes françaises évacuent Hanoï[63].
- 24 octobre : les États-Unis accordent une aide directe à l’État du Viêt Nam (Sud Viêt Nam)[64].

### Proche-Orient
- 1er février : ouverture à Jérusalem du procès Kastner, du nom de Rudolf Kastner qui négocia avec Adolf Eichmann pour sauver des juifs durant la Shoah en Hongrie.
- 13 janvier, Égypte : Nasser décrète la dissolution des Frères musulmans à la suite d'affrontements sanglants avec les militants du Rassemblement de la Libération, le parti unique, à l’université du Caire le 12 janvier[65]. Les dirigeants sont emprisonnés, puis libérés le 26 mars[66].
- 25 février :
  - Syrie : le chef du gouvernement syrien Adib Chichakli s’exile pour le Liban à la suite de manifestations violentes contre le régime en janvier dans les régions druzes et certaines villes comme Homs et Alep, soutenues par l’Irak[67]. La répression est très dure, mais l’armée syrienne, conduite par le capitaine Moustafa Hamdoun et inspirée par le colonel Adnan al-Malki, proches du Ba’th, se soulève à Alep et Chichakli abandonne le pouvoir[68].
  - Égypte : Mohammed Naguib proteste contre la dissolution des Frères musulmans et demande un droit de veto sur le Conseil de la révolution. Accusé de rechercher un pouvoir dictatorial et mis en minorité, il démissionne de la présidence de la République. Le colonel Gamal Abdel Nasser devient premier ministre. Nasser est contraint de rappeler Naguib le 27 février devant l’opposition de l’armée[69]. Naguib reçoit tous les pouvoirs. Par les décrets des 5 et 25 mars, la censure est abolie, le multipartisme rétabli, des élections remplaceront le Conseil de la révolution par une Assemblée constituante[66]. Nasser démissionne de son poste de premier ministre le 9 mars mais conserve la présidence du Conseil de la Révolution[70]. Il reprend le contrôle de l’armée et organise l’opposition.
- 1er mars : Hachem al-Atassi retourne à Damas et reprend ses fonctions de président de la république syrienne[67]. Sabri al-Assali, un notable traditionnel, appuyé par la coalition du parti national et du parti du peuple, devient Premier ministre de Syrie. Il relance secrètement les négociations avec l’Irak sur les projets d’union, mais l’armée y est hostile. Son pouvoir est fragilisé par la forte opposition du Ba’th, du PPS, des communistes et des Frères musulmans[71].
- 27-29 mars : les partisans de Nasser lancent une grève générale en Égypte, accompagnées de manifestations antidémocratiques[66].
- Mars : la Ligue des États arabes présente un contre-plan au plan Johnston, The Water Resources in the Jordan Valley[72]. Le lac de Tibériade ne serait pas utilisé comme réservoir et la part israélienne serait réduite.
- 18 avril : Nasser redevient Premier ministre en Égypte ; le général Naguib reste chef de l’État jusqu’en novembre[70].
- 9 juin : le régent Abdul Illah organise des élections libres en Irak. La majorité des sièges est remportée par des partisans de Nouri Saïd, hostiles au projet du « Croissant fertile »[73].
- 19 juin, Syrie : Sabri al-Assali est renversé et un nouveau gouvernement est formé autour de Saïd al-Ghazzi, qui organise des élections le 24 septembre. Les indépendants, proche du pouvoir, obtiennent 64 sièges sur 142, le parti du peuple 30, le Ba’th 22, ce qui est une victoire politique[71]
- 2 juillet : début de l’opération Susannah, orchestrée par les services de renseignement militaires israélien pour brouiller le gouvernement égyptien avec les occidentaux. Attentat à la bombe contre un bureau de poste à Alexandrie, puis le 14 juillet contre les bibliothèques de « l’agence d’information des États-Unis » à Alexandrie et au Caire, ainsi qu’un théâtre possédé par des capitaux britanniques[74].
- 27 juillet, Irak : Nouri Saïd rétablit un régime autoritaire et suspend le Parlement après sa première session. Il est dissout par le roi le 3 août. De nouvelles élections excluent les opposants le 12 septembre[75].
- Août : Nasser déclare que l’Égypte souhaite recevoir l’aide des États-Unis pour se défendre contre une agression extérieure, et propose un pacte de défense collective des États arabes[76]. Le gouvernement britannique est divisé : Churchill est favorable à une reconquête de l’Égypte par la force, Eden et le Foreign Office proposent l’établissement de relations de confiance avec les pays arabes et approuve le pacte de défense collective.

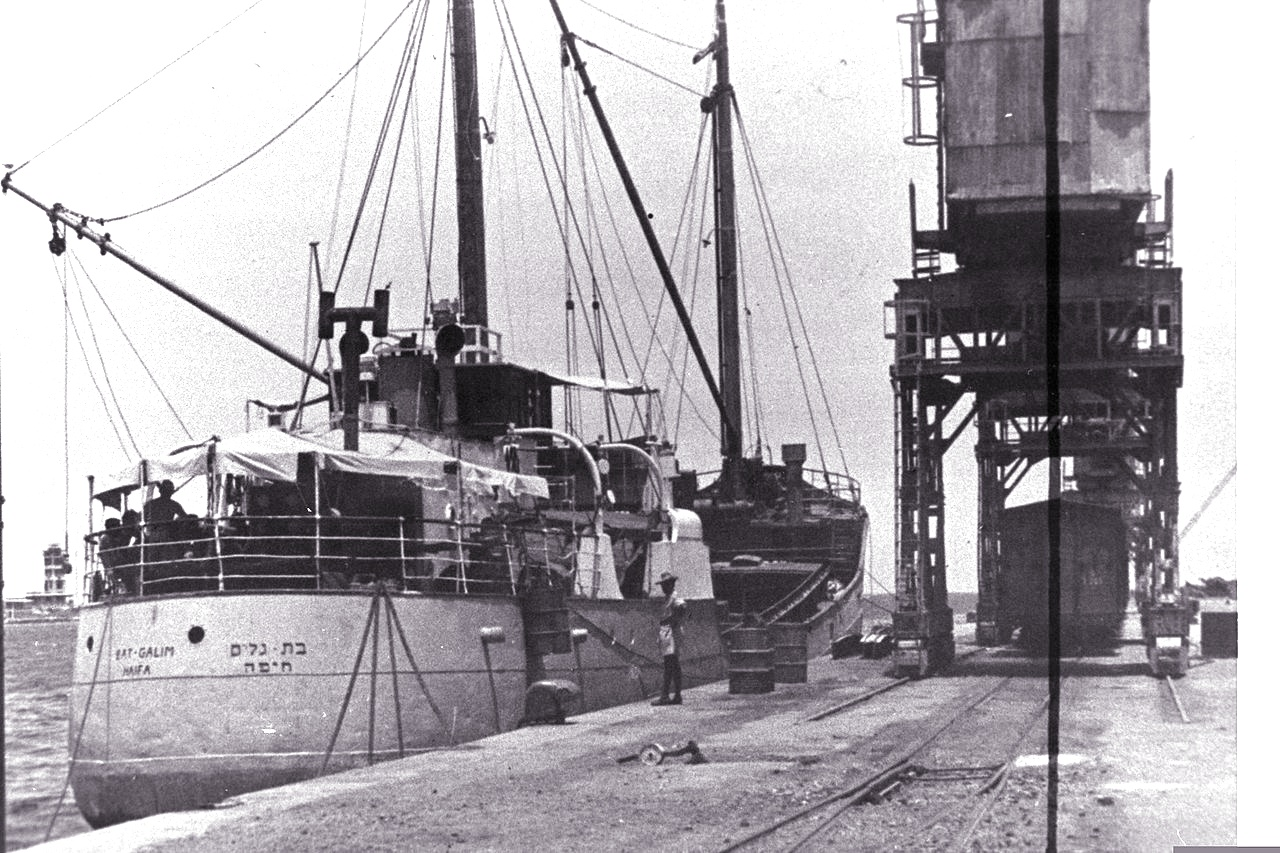
28 septembre : le cargo israélien Bat-Galim est arraisonné à l’entrée du canal de Suez.

- 28 septembre : Israël envoie le Bat-Galim, un de ses navires commerciaux vers le canal de Suez. Le navire est confisqué par l’Égypte et son équipage arrêté[77].
- 14 octobre : démission du premier ministre de Syrie Said al-Ghazzi ; Farès al-Khoury forme un nouveau cabinet le 31 octobre (fin en 1955)[78].
- 19 octobre : accord abrogeant le traité de 1936 entre l’Égypte et la Grande-Bretagne. La zone du canal sera évacuée dans un délai de vingt mois[69]. Les Britanniques pourront cependant disposer de bases en cas d’attaques armées menée par un pays ne faisant pas partie du Proche-Orient.
- 26 octobre : attentat manqué contre le Premier ministre égyptien Nasser perpétré par un Frère musulman à Alexandrie[66]. Le 30 octobre, le chef de la confrérie des Frères musulmans Ahmed Hassan el-Hodeibi (Hassan al-Hudaybi (en)) est arrêté et accusé de complot contre l’État[79].
- 29 octobre : accord de création du consortium pétrolier en Iran ; le pétrole demeure nationalisé mais sa commercialisation retourne entre les mains d’un consortium de sociétés internationales. Les Américains entrent dans le consortium qui succède à l’Anglo-Iranian Oil à hauteur de 40 %[80].

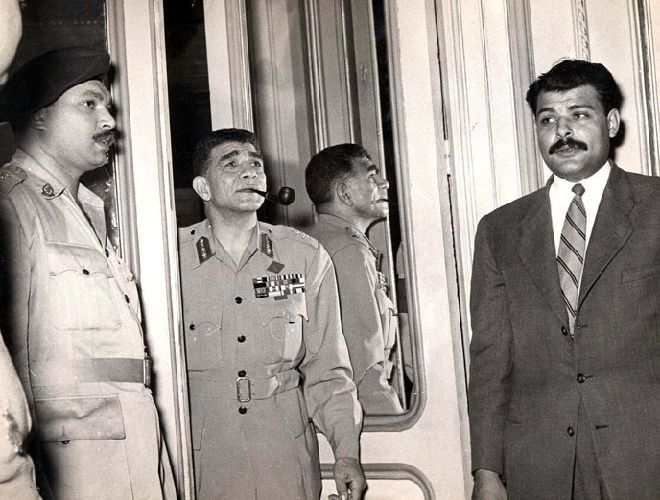
14 novembre : Mohammed Naguib quitte le palais présidentiel.

- 14 novembre, Égypte : le général Mohammed Naguib est renversé et assigné à résidence par une junte menée par Gamal Abdel Nasser, qui devient le maître du pays[70].
- 17 novembre : le Département d’État des États-Unis (Dulles) accepte la proposition du Secrétaire d’État des Affaires étrangères britannique Anthony Eden pour préparer le « plan Alpha »[81]. De 1954 à 1955, l’Égypte et Israël (Moshé Sharett) entretiennent des négociations officieuses. Les Égyptiens proposent un accord de paix fondé sur la rétrocession à l’Égypte d’une partie du Néguev et la réinstallation de réfugiés palestiniens dans les pays arabes[82]. Ces ouvertures obtiennent le soutien de la Grande-Bretagne et des États-Unis, qui préparent le « plan Alpha », processus de paix reposant sur le principe de non-agression entre l’Égypte et Israël, en échange de concessions israéliennes dans le Néguev. La situation se dégrade par l’opposition à la politique de conciliation en Israël (Moshe Dayan, Shimon Peres). Sharett rencontre de plus en plus de difficultés et doit lutter contre les projets d’intervention militaire de David Ben Gourion et de l’armée.
- 7 décembre, Égypte : six membres de la confrérie des Frères musulmans sont exécutés. Ahmed Hassan el-Hodeibi est gracié et sa peine commuée en prison à vie. Neuf autres condamnation à mort sont prononcées les semaines suivantes, toutes commuées en prison à vie. Le tribunal du peuple prononce 800 peines de prisons et la cour martiale 300[83]. Le mouvement s’exile en Arabie saoudite.

### Europe

#### Europe de l’Est
- 19 février : la Crimée, qui faisait partie de la république de Russie, est rattachée à l’Ukraine[84] par Nikita Khrouchtchev pour marquer le 300e anniversaire du traité de Pereïaslav.
- 4 mars : Todor Jivkov, élu premier secrétaire du Parti communiste bulgare, accède au pouvoir en République populaire de Bulgarie (1954-1989)[85].
- 13 mars : création du KGB (Comité pour la sécurité d’État), en URSS, dirigé par Ivan Serov[86].
- 16 mai - 25 juin : soulèvement de Kengir, dans un camp de prisonniers soviétique au Kazakhstan[87].
- 11 juin : plan franco-britannique de désarmement, accepté comme base de travail par l’Union soviétique le 30 septembre[88]. Le 10 mai 1955, l’Union soviétique propose un plan de désarmement, mais ces propositions échouent lorsque l’URSS s’oppose aux dispositions de vérification des accords[89].
- 27 juin : inauguration de la première centrale nucléaire à Obninsk en Russie[90].
- 14 septembre : exercice nucléaire de Totskoïe ; 44 000 militaires soviétiques sont exposés délibérément à des radiations peu après une explosion atomique[91].
- 7 décembre : dissolution du Ministère de la Sécurité intérieure polonais[92].
- 13 décembre, République populaire de Pologne : Libération de Władysław Gomułka exclu du Parti ouvrier unifié polonais en 1948[93].
- 16 décembre-25 janvier 1955 : voyage en Inde de Tito, qui fait des démarches pour former un groupe de pays neutres, ou pays non-alignés[94].
- 25 décembre : abolition des cartes de rationnement en République populaire roumaine[95].

#### Europe de l’Ouest
- 27 janvier : la SEU organise une manifestation à Madrid en faveur de la restitution de Gibraltar à l’Espagne à l’occasion de la visite de la reine Élisabeth II dans la colonie[96].
- 1er mars : le pape Pie XII interdit l’expérience des prêtres ouvriers, commencée en 1943[97].
- 5 avril, Royaume-Uni : débat sur la bombe H à la Chambre des communes. L’opposition travailliste demande à Winston Churchill d’intervenir auprès des États-Unis pour qu’ils cessent les essais de bombes thermonucléaires. Churchill refuse, estimant que ces essais augmentent les chances de paix dans le monde plutôt qu’elles ne les compromettent[98].
- 11 avril : élections législatives belges. Une coalition socialiste-libérale forme un gouvernement présidé par Achille Van Acker[99].
- 22 mai : protocole entre le Danemark, la Finlande, la Norvège, la Suède et l’Islande sur la suppression des passeports et du permis de séjour. En 1958, une union nordique des passeports, instaure la libre circulation de la main-d’œuvre dans les pays scandinaves[100].
- 29 - 31 mai : première conférence du groupe atlantiste Bilderberg, tenue à l’hôtel Bilderberg à Osterbeek, près d’Arnhem (Pays-Bas)[101].
- 6 juin : première émission officielle de l’Eurovision, réseau d’échanges de programmes créés par les pays membres de l’Union européenne de radiodiffusion et de télévision[102].
- 16 juin-4 juillet : Ve Coupe du Monde de football (Coupe Jules Rimet) en Suisse, victoire finale surprise de la R.F.A. devant la Hongrie, grande favorite[103].
- 4 juillet : fin du rationnement au Royaume-Uni[104].
- 23 août – 3 septembre : première croisière des rois organisée en Méditerranée par la reine Frederika de Grèce et son époux le roi Paul Ier pour promouvoir le tourisme en Grèce[105].
- 30 août : sans même en débattre sur le fond, l’Assemblée nationale française refuse de ratifier le traité de la CED (1952)[106]. Ses détracteurs estiment que la CED ouvre la voie à l’intégration politique. Se dessaisir de ses troupes signifie pour eux l’abandon d’un élément fondamental de la souveraineté nationale.
- 28 septembre-3 octobre : conférence de Londres ; les représentants de la Grande-Bretagne, de la France, de la RFA, de l’Italie, du Canada, de la Belgique, des Pays-Bas, du Luxembourg et des États-Unis se réunissent afin de trouver une solution de remplacement à la Communauté européenne de défense. La souveraineté totale de la RFA, qui adhèrera à l’OTAN, est rétablie. Elle possédera une armée propre mais ne pourra produire d’armes atomiques, biologique ou chimique[107].
- 5 octobre : le Royaume-Uni, les États-Unis, l’Italie et la Yougoslavie signent à Londres un « mémorandum d’entente » qui met fin au conflit sur le statut du territoire libre de Trieste : les troupes britanniques et américaines évacueront la zone A qui revient à l’Italie, la zone B étant attribuée à la Yougoslavie. Trieste reste un port franc[108].

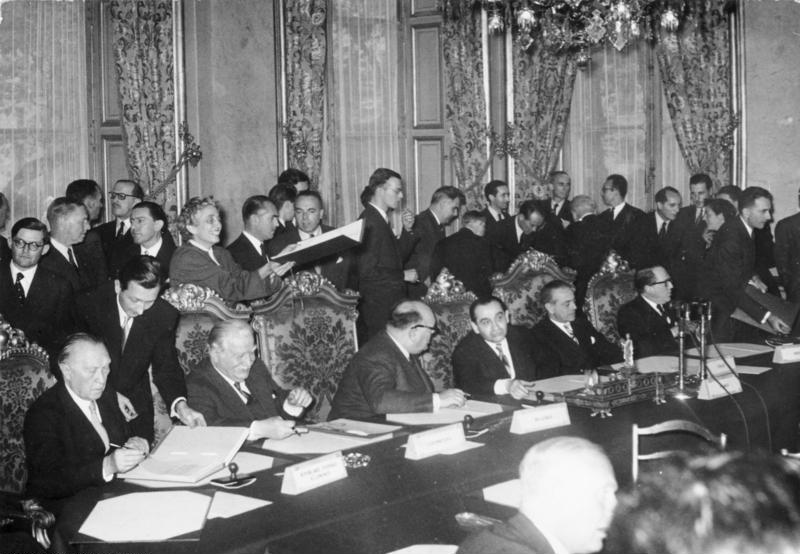
23 octobre : Konrad Adenauer signe les accords de Paris.

- 19 au 23 octobre : signatures des accords de Paris qui reprennent les principes définis à Londres. Mise en place de l’Union de l’Europe occidentale qui se base sur le traité de Bruxelles modifié (Londres-Paris, 3-23 oct), auquel adhèrent la RFA et l’Italie (qui se réarment donc). L’Union soviétique proteste contre ces accords et renouvelle sa proposition d’un pacte européen de sécurité collective ; accord sur la Sarre signé par Pierre Mendès France et Konrad Adenauer qui prévoit le maintien de l’union économique franco-sarroise et l’organisation d’un référendum permettant à la population sarroise de se prononcer sur ce statut[106].
- 17 décembre : le Conseil atlantique réuni à Paris approuve la stratégie pour la défense de l’Europe occidentale document MC-48). Il décide de doter les forces de l’Alliance d’armes atomiques et approuve l’élaboration d’un système de radars NADGE[109].
- 27-30 décembre : ratification par la France des accords de Paris sur l’Union de l’Europe occidentale et l’OTAN[106].

## Décès en 1954

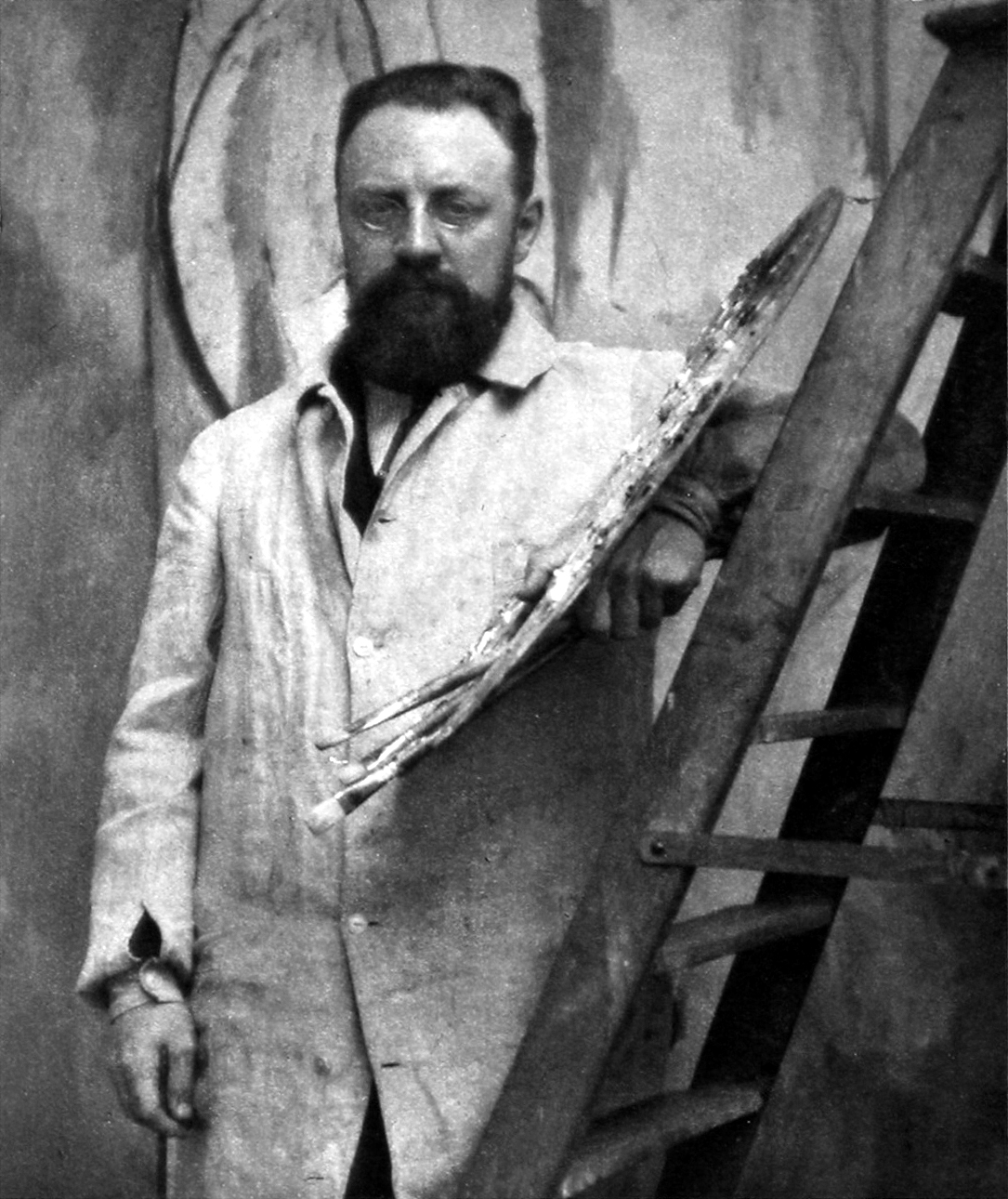
Henri Matisse.

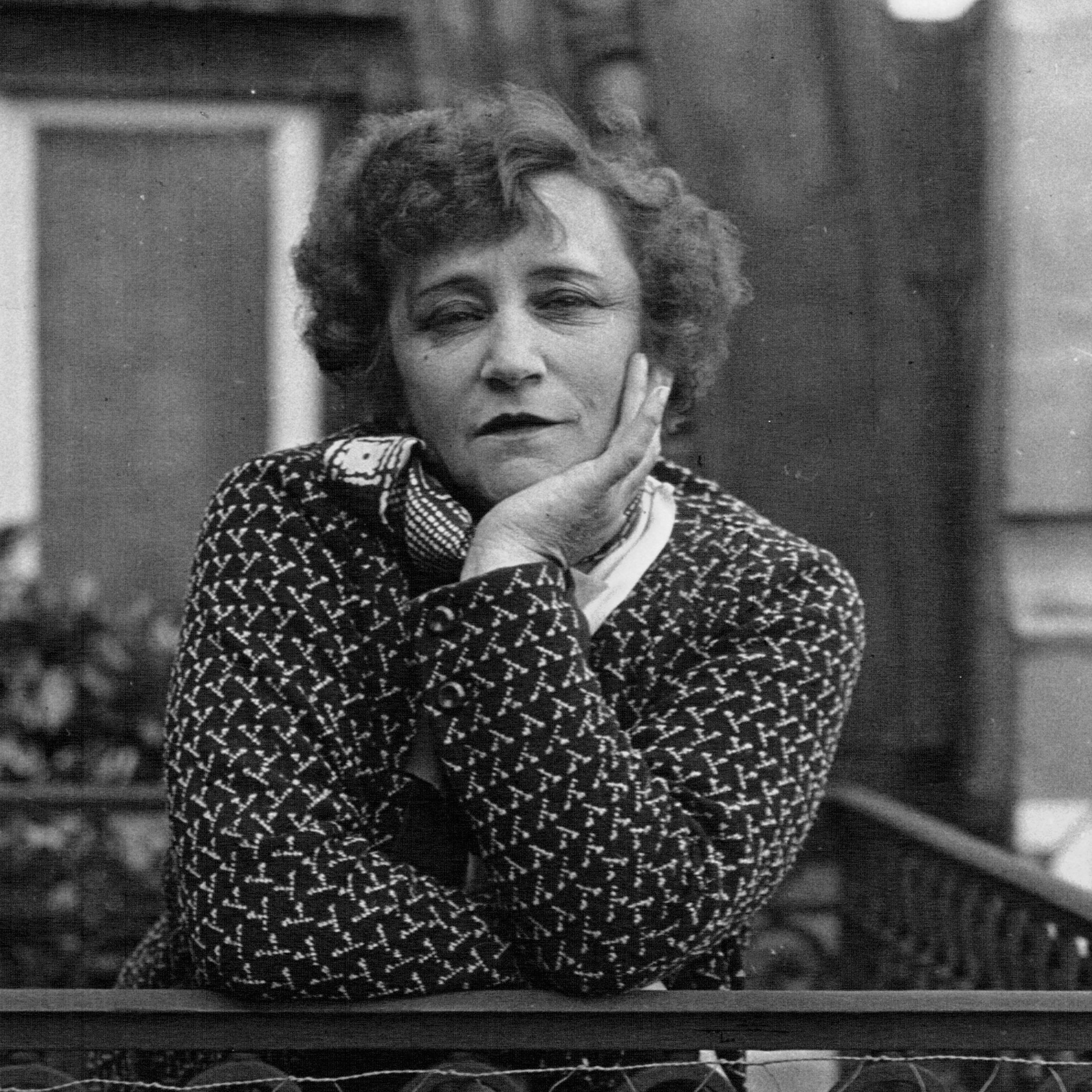
Colette

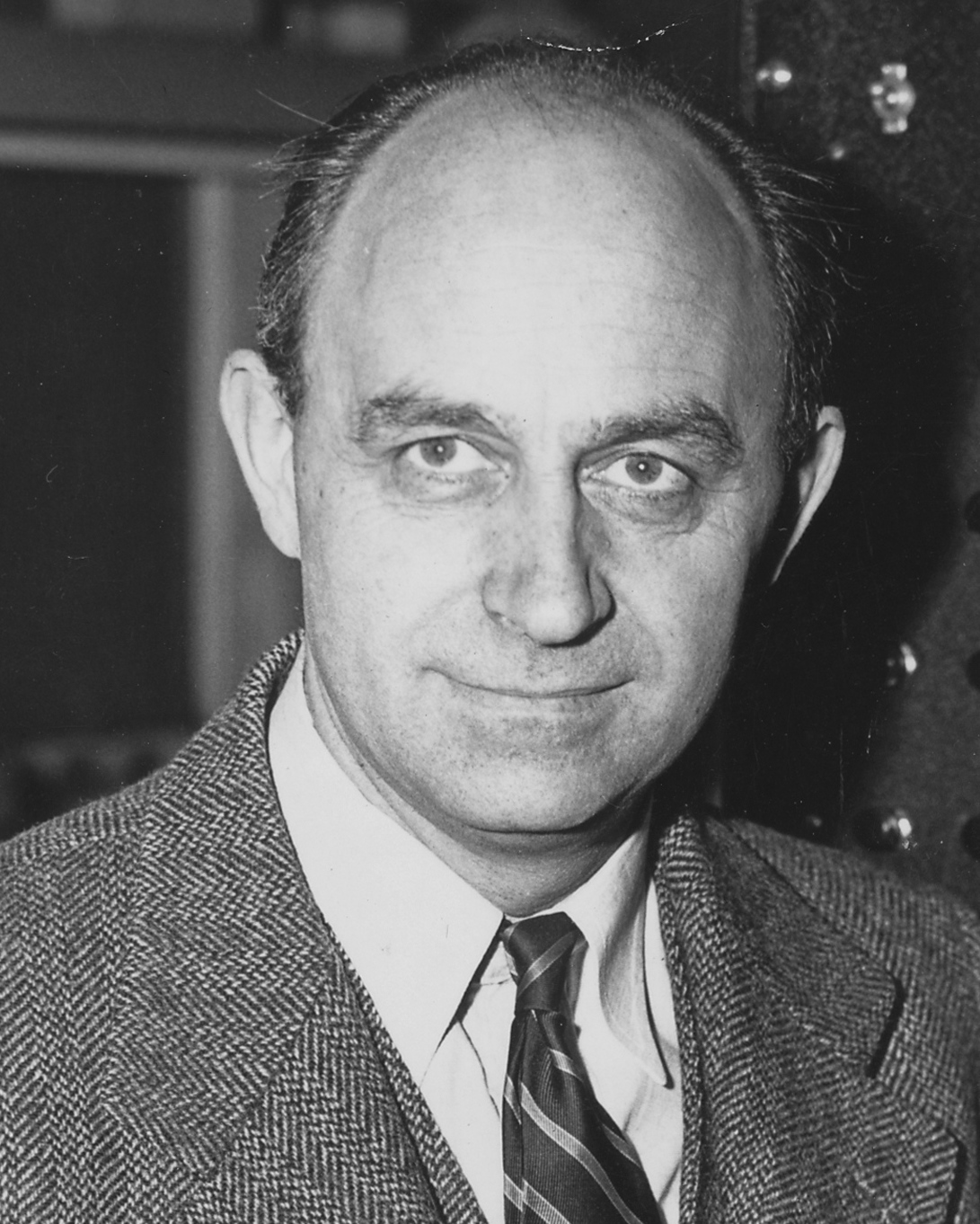
Enrico Fermi

Personnalités majeures décédées en 1954
- 25 février : Auguste Perret (architecte français)
- 10 avril : Auguste Lumière (ingénieur et industriel français)
- 28 avril : Léon Jouhaux (syndicaliste français)
- 25 mai : Robert Capa (photographe et correspondant de guerre hongrois)
- 7 juin : Alan Turing (mathématicien britannique)
- 13 juillet : Frida Kahlo (artiste peintre mexicaine)
- 3 août : Colette (romancière française)
- 19 août : Alcide De Gasperi (homme politique italien)
- 24 août : Getúlio Vargas (homme politique brésilien)
- 8 septembre : André Derain (peintre français)
- 3 novembre : Henri Matisse (peintre et sculpteur français)
- 28 novembre : Enrico Fermi (physicien italien naturalisé américain)
- 30 novembre : Wilhelm Furtwängler (chef d'orchestre et compositeur allemand)